# Deudorix simplex
Deudorix simplex är en fjärilsart som beskrevs av Schultze 1917. Deudorix simplex ingår i släktet Deudorix och familjen juvelvingar. Inga underarter finns listade i Catalogue of Life.